# Christoph Probst

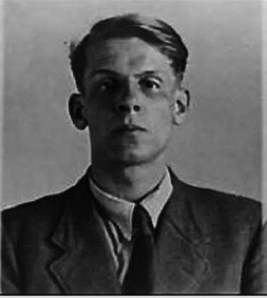
Christoph Probst, fotografiert von der Gestapo bei seiner Verhaftung im Februar 1943

Christoph Hermann Ananda Probst (* 6. November 1919 in Murnau am Staffelsee; † 22. Februar 1943 in München-Stadelheim) war ein deutscher Medizinstudent und Mitglied der Widerstandsgruppe gegen den Nationalsozialismus der Weißen Rose.

## Leben

### Herkunft
Christoph „Christl“ Probst wuchs in einem relativ wohlhabenden Elternhaus auf. Seine Eltern waren der promovierte Chemiker Hermann Probst (1886–1936) und Katharina Probst, geb. von der Bank. Durch seinen Vater lernte er kulturelle und religiöse Freiheit kennen und schätzen. Hermann Probst war Privatgelehrter und Sanskritforscher, beschäftigte sich mit indischer Philosophie und pflegte Kontakte mit Künstlern, die im Nationalsozialismus als „entartet“ galten. Er war unter anderem mit Paul Klee und Maria Marc befreundet.
Nach der Scheidung 1925 von seiner ersten Frau heiratete Hermann Probst 1928 die Jüdin Elise Jaffée, geb. Rosenthal, die Tante des Historikers Joseph Rovan, mit der Christoph auch nach dem Tod des Vaters eine enge Verbindung hielt. Auch seine Mutter schloss eine zweite Ehe und zog nach Mittelfranken. Christoph lebte abwechselnd bei seinen Eltern.

### Schulzeit
Nach der Volksschule besuchte Probst von 1930 bis 1932 das Neue Gymnasium in Nürnberg. Nach der Trennung der Mutter von ihrem zweiten Ehemann zogen Probsts Eltern Anfang der 1930er Jahre mit ihm nach Ruhpolding. Er besuchte nun ab 1932 die Internatsschule Marquartstein, die Distanz zu den Ideen des Nationalsozialismus wahrte. Christophs Schwester Angelika Probst erinnerte sich daran, dass ihr Bruder schon früh an den menschenverachtenden Ideen des Nationalsozialismus starke Kritik übte. Er besuchte 1935 gemeinsam mit Alexander Schmorell das Neue Realgymnasium in München. Nach dem Suizid seines Vaters im Mai 1936 wechselte Probst an das Landheim Ammersee in Schondorf. Dort schloss er Freundschaft mit dem Lehrer Bernhard Knoop, seinem späteren Schwager. 1937 legte er, mit nur 17 Jahren, in Schondorf das Abitur ab.

### Militärdienst und Studium
Nach dem Arbeits- und Militärdienst bei der Luftwaffe in Oberschleißheim begann er im Sommer 1939 sein Medizinstudium an den Universitäten München, Straßburg und Innsbruck. Im Zweiten Weltkrieg leistete er Kriegsdienst bei einer Studentenkompanie der Luftwaffe an der Ostfront. Mit 21 Jahren heiratete er Herta Dohrn.
Während seines Medizinstudiums in München lernte Probst die Geschwister Scholl kennen. Er stieß erst im Januar 1943 zur Weißen Rose, da er nicht zur selben Studentenkompanie wie Alexander Schmorell, Hans Scholl und Willi Graf gehörte. Bei den Aktivitäten der Widerstandsgruppe blieb er im Hintergrund, weil er auf seine Familie Rücksicht nahm. Er verfasste, trotz Einflussnahme auf die Texte, keines der sechs Flugblätter der Weißen Rose. Allerdings schrieb er einen Entwurf für ein siebtes Flugblatt. Der Text endete mit den Worten:

„Heute ist ganz Deutschland eingekesselt, wie es Stalingrad war. Sollen dem Sendboten des Hasses und des Vernichtungswillens alle Deutschen geopfert werden? Ihm, der die Juden zu Tode marterte, die Hälfte der Polen ausrottete, Rußland vernichten wollte, ihm, der euch Freiheit, Frieden, Familienglück, Hoffnung und Frohsinn nahm, das soll, das darf nicht sein! Hitler und sein Regime muß fallen, damit Deutschland weiterlebt.“

Diesen von Probst per Hand geschriebenen Flugblattentwurf trug Hans Scholl bei sich, als er mit seiner Schwester Sophie am 18. Februar 1943 in der Universität in München die übrig gebliebenen Exemplare des sechsten Flugblatts verteilte. Bei dieser Aktion wurden die Geschwister Scholl verhaftet. Die Gestapo hatte somit einen Beweis gegen Probst.

### Verurteilung und Hinrichtung
Am 20. Februar 1943 wurde Christoph Probst in Innsbruck festgenommen. Während der Verhöre und der Gerichtsverhandlung am 22. Februar vor dem Volksgerichtshof in München bat er um Gnade wegen seiner drei Kinder im Alter von drei Jahren, zwei Jahren und vier Wochen und wegen seiner Frau, die am Kindbettfieber litt. Auch die Geschwister Scholl versuchten Probst zu retten, indem sie möglichst viel Schuld auf sich nahmen. Dennoch wurden alle drei zum Tode verurteilt. Kurz vor seiner Hinrichtung ließ Probst sich im Strafgefängnis München-Stadelheim katholisch taufen.
Noch am Tag der Hinrichtung hatte ihn ein Dreierausschuss des Rektorats der Universität Innsbruck (damals Deutsche Alpenuniversität) „dauernd vom Studium an allen deutschen Hochschulen ausgeschlossen“.
Am 22. Februar 1943 wurden die Geschwister Scholl und Christoph Probst durch die Guillotine hingerichtet. Kurz zuvor hatten Gefängniswärter verbotenerweise den drei Verurteilten die Möglichkeit gegeben, noch ein letztes Mal zusammenzukommen und eine Zigarette zu rauchen. Nach späteren Angaben der Gefängniswärter verabschiedete sich Christoph Probst am Ende von seinen Freunden mit dem Satz: „In wenigen Minuten sehen wir uns in der Ewigkeit wieder.“

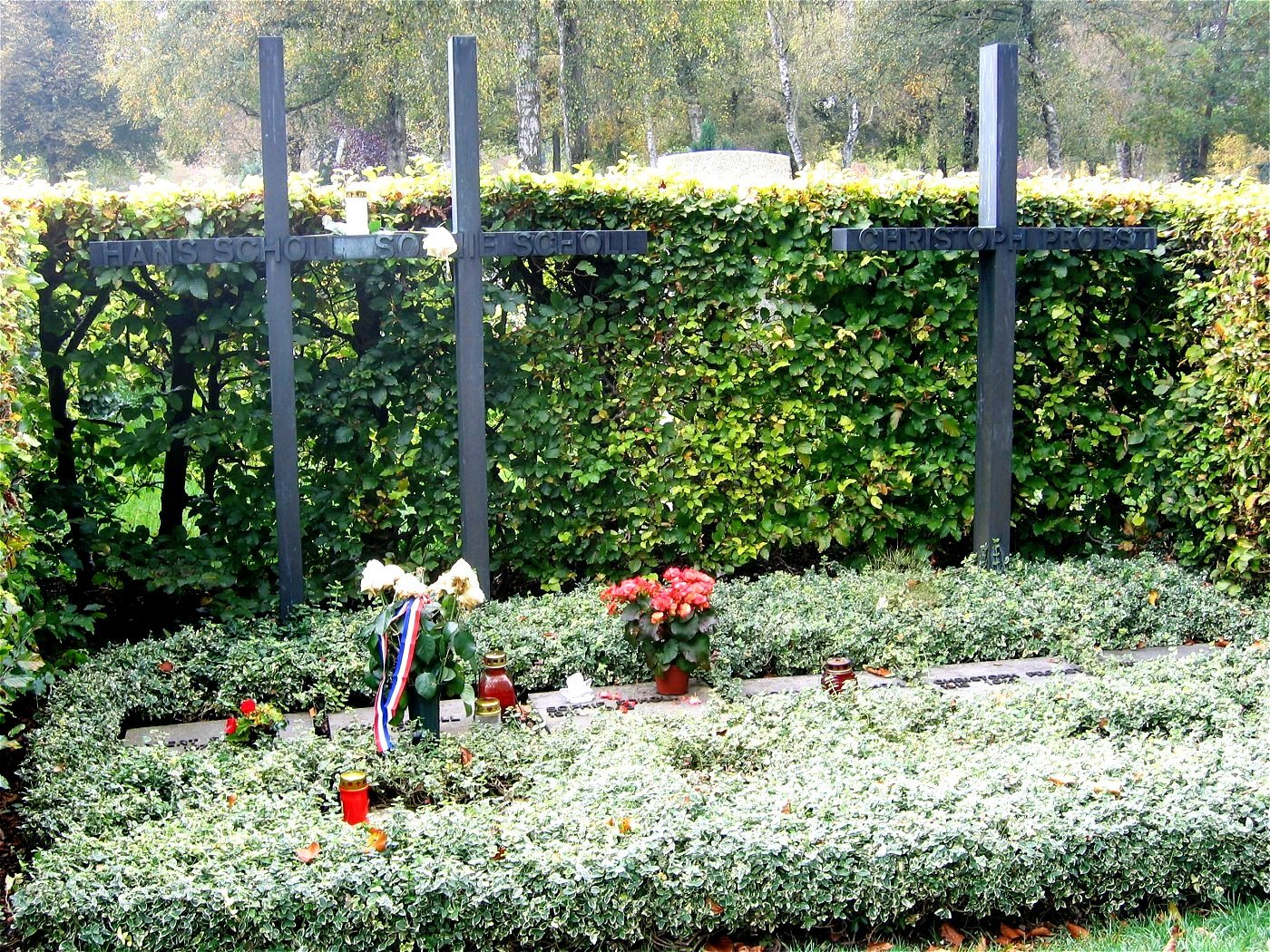
Die Gräber von Christoph Probst (rechts) sowie Sophie und Hans Scholl auf dem Friedhof am Perlacher Forst in München

Die Salzburger Zeitung berichtete in knapper Form über die Hinrichtung:

„Der Volksgerichtshof verurteilte am 22. Februar 1943 im Schwurgerichtssaal des Justizpalastes in München den 24 Jahre alten Hans Scholl, die 21 Jahre alte Sophia Scholl, beide aus München, und den 23 Jahre alten Christoph Probst aus Aldrans bei Innsbruck wegen Vorbereitung zum Hochverrat und wegen Feindbegünstigung zum Tode. Das Urteil wurde am gleichen Tag vollzogen.“

Sein Grab befindet sich auf dem an den Hinrichtungsort angrenzenden Friedhof am Perlacher Forst (Grab Nr. 73-1-18/19).

## Familie
Christoph Probst war seit 1941 verheiratet mit Herta geb. Dohrn (1914–2016), der Stieftochter des Regimekritikers Harald Dohrn (1885–1945). Ihr leiblicher Vater war Harald Dohrns Bruder Wolfgang Dohrn, der 1914 nach einem Skiunfall starb. Harald Dohrn zog die Tochter seines Bruders wie sein eigenes Kind auf. Harald Dohrn wird zumeist als Christoph Probsts Schwiegervater bezeichnet.
Christoph und Herta Probst hatten drei Kinder: Michael (1940–2010), Vincent (* 1941) und Katharina, genannt Katja (1943–1959). Probsts Witwe Herta heiratete 1947 Helmut Siebler (1923–1993).
Herta Siebler-Probst und der Sohn Michael zählten im Jahr 2003 zu den Gründungsmitgliedern des Weisse Rose Instituts.

## Erinnerung und Gedenken

### Denkmäler und Gedenktafeln

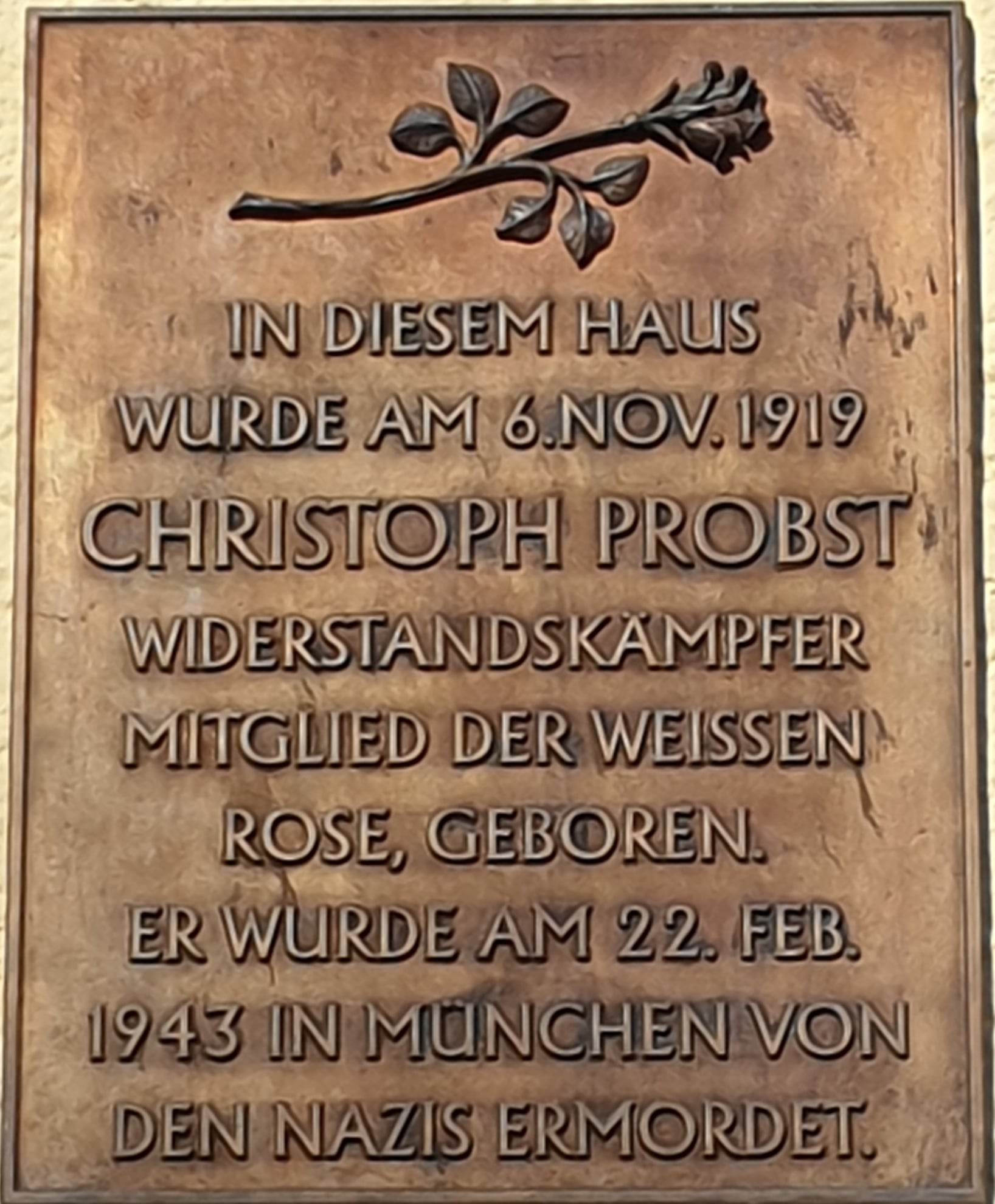
Gedenktafel für Christoph Probst an seinem Geburtshaus in Murnau

- Christoph-Probst-Denkmal vor dem Haupteingang der Christoph-Probst-Mittelschule in Murnau. Es besteht aus drei im Kreis stehenden Granitplatten mit Texten und einem Porträt von Christoph Probst.[13]
- Ebenfalls in Murnau gibt es im Staffelsee-Gymnasium seit 1993 eine kleine Gedenksäule für Probst.

Gedenktafeln befinden sich an folgenden Orten:
- an Probsts Geburtshaus in Murnau, Kohlgruber Straße 20.
- am Gymnasium Landschulheim Marquartstein neben dem Haupteingang. Die Tafel erinnert an die Jahre 1933–1935, in denen Probst dort Schüler war.
- in Innsbruck vor dem Universitätsgebäude (seit 1984). Die Tafel erinnert an Probsts dortige Studienzeit 1942/1943.
- bei der Pfarrkirche Aldrans, beim Kriegerdenkmal Aldrans (seit 2013, siehe Details und Bild).

### Namensgeber
Gegenüber fast 200 Geschwister-Scholl-Schulen in Deutschland gibt es nur drei Schulen, die nach Christoph Probst benannt sind:
- die Christoph-Probst-Realschule in Neu-Ulm
- das Christoph-Probst-Gymnasium in Gilching
- die Christoph-Probst-Mittelschule in Murnau am Staffelsee

In den folgenden Orten wurde eine Straße, ein Weg oder ein Platz nach Christoph Probst benannt:
- Berg bei Neumarkt in der Oberpfalz, Gemeindeteil Meilenhofen
- Crailsheim (seit 2004)
- Dormagen, Stadtteil Delhoven
- Halle (Westfalen)
- Hamburg, Stadtteil Eppendorf (seit 2003)
- Innsbruck: Christoph-Probst-Platz (seit 1994)
- Köln, Stadtteil Longerich
- Leipzig (seit 1950)
- München, Stadtteil Freimann (seit 1947)
- Murnau am Staffelsee, in der Nähe des noch erhaltenen Geburtshauses (seit 1983)
- Neuss, Stadtteil Weckhoven
- Pfaffenhofen an der Ilm
- In Ruhpolding wurde die Straße, in der Christoph Probst einst lebte, in „Christl-Probst-Straße“ umbenannt. Man bediente sich dabei des Spitznamens des Widerstandskämpfers.

Kaserne:
- Am 6. November 2019 (Probsts 100. Geburtstag) benannte die Bundeswehr die „Liegenschaft Hochbrück“ im Norden von München feierlich in Christoph-Probst-Kaserne um. An dem Festakt nahmen Probsts Sohn Vincent sowie Enkel und ein Urenkel teil.[14]

### Weiteres Gedenken
- Die katholische Kirche nahm Christoph Probst als Glaubenszeugen in das seit 1999 erscheinende Deutsche Martyrologium des 20. Jahrhunderts auf.
- Am 21. Februar 2019 wurde Christoph Probst im Rahmen einer gemeinsamen Gedenkstunde der Medizinischen Universität Innsbruck und der Leopold-Franzens-Universität Innsbruck rehabilitiert und seine Exmatrikulation symbolisch rückgängig gemacht.[15][16]

## Filme
- Die weiße Rose, deutscher Spielfilm von 1982, Regie: Michael Verhoeven, Werner Stocker als Christoph Probst
- Sophie Scholl – Die letzten Tage, deutscher Spielfilm von 2005, Regie: Marc Rothemund, mit Florian Stetter als Christoph Probst
- Die Widerständigen – Zeugen der Weißen Rose, deutscher Dokumentarfilm von 2008, Buch und Regie: Katrin Seybold